# Primera dinastía de Ur

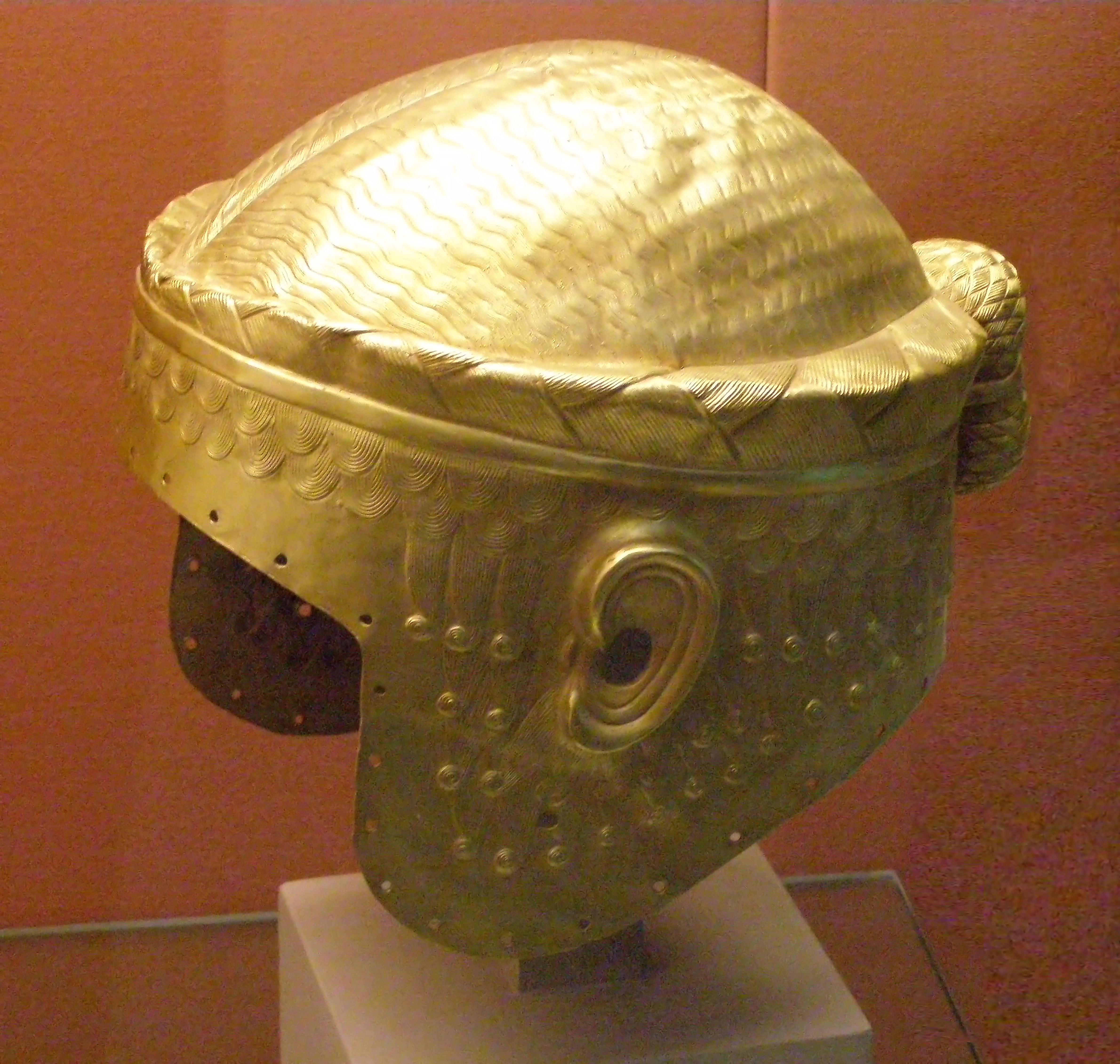
Casco de oro de Meskalamdug, posible fundador de la Primera Dinastía de Ur, alrededor del 2500 a. C.

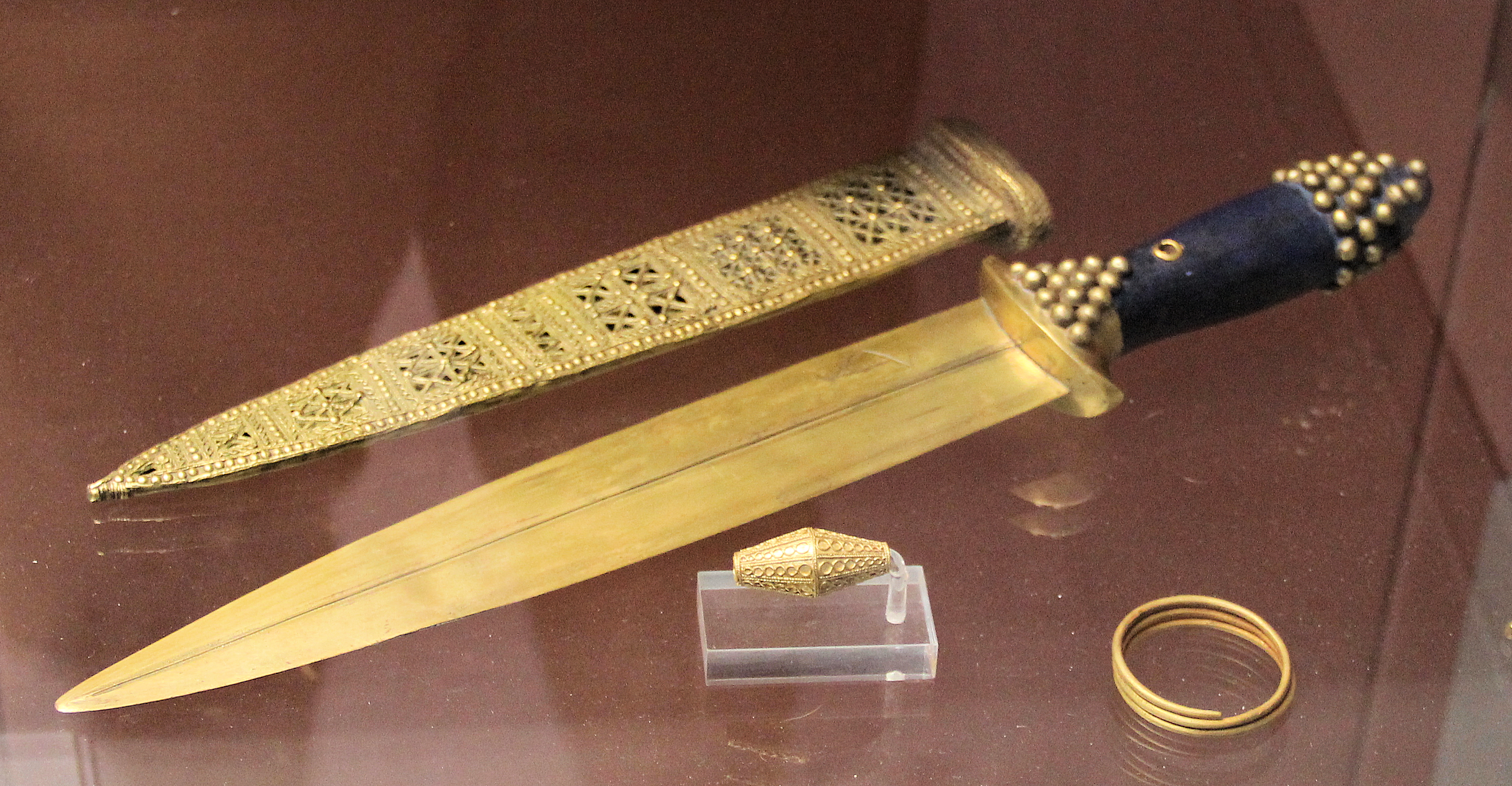
Objetos de oro de la tumba PG 580, Cementerio Real de Ur.

La Primera Dinastía de Ur fue una dinastía de gobernantes de la ciudad de Ur en la antigua Sumeria del siglo XXV a. C.  Forma parte del período dinástico temprano III de la Historia de Mesopotamia. Fue precedida por la Primera Dinastía de Kish y la Primera Dinastía de Uruk.

## Gobierno
Según la Lista Real Sumeria, el gobernante final de la Primera Dinastía de Uruk, Lugal-kitun fue derrocado por Mesannepada de Ur. En la Primera Dinastía de Ur había entonces cuatro reyes: Mesannepada, Mes-kiagnuna, Elulu y Balulu. Otros dos reyes anteriores a Mesannepada son conocidos por otras fuentes, a saber, Mes-kalam-du y A-Kalam-du. Parece que Mes-Anepada era hijo de Mes-kalam-du, según la inscripción que se encuentra en una cuenta de Mari, y Mes-kalam-du fue el fundador de la dinastía. También se conoce una probable reina Puabi por su fastuosa tumba en el Cementerio Real de Ur. La Primera Dinastía de Ur tuvo una gran influencia en el área de Sumer, y aparentemente lideró una unión de las políticas del sur de Mesopotamia.

### Etnicidad y lenguaje
Al igual que otros sumerios, el pueblo de Ur era un pueblo no semita que pudo haber venido del este alrededor del 3300 a. C., y hablaba un idioma aislado, pero durante el tercer milenio a. C. se desarrolló una estrecha simbiosis cultural entre los sumerios y los acadios orientales semitas, que dio lugar a un bilingüismo generalizado. La influencia recíproca de la lengua sumeria y la lengua acadia es evidente en todos los ámbitos, desde el préstamo léxico a escala masiva, hasta la convergencia sintáctica, morfológica y fonológica, lo que ha llevado a los estudiosos a referirse al sumerio y al acadio en el tercer milenio a. C. como una Sprachbund. Sumer fue conquistada por los reyes de habla semítica del Imperio acadio hacia el 2270 a. C. (breve cronología), pero el sumerio continuó como lengua sagrada. El dominio nativo sumerio resurgió durante aproximadamente un siglo en la Tercera Dinastía de Ur, entre el 2100 y el 2000 a. C.., pero la lengua acadia también se mantuvo en uso.

### Comercio internacional

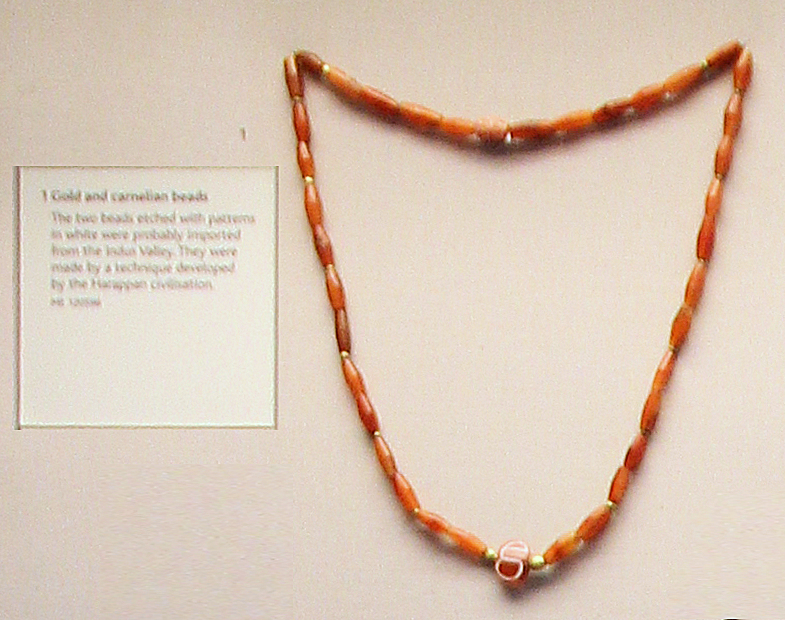
Se cree que algunas de las cuentas de este collar de las Tumbas Reales de Ur provienen del Valle del Indo.

Los artefactos encontrados en las tumbas reales de la dinastía muestran que el comercio exterior fue particularmente activo durante este período, con muchos materiales procedentes de tierras extranjeras, como cornalina probablemente procedentes del Indo o de Irán, lapislázuli de Afganistán, plata de Turquía, cobre de Omán y oro de varios lugares como Egipto, Nubia, Turquía o Irán. Se encontraron cuentas de cornalina del Indo en tumbas de Ur que datan de 2600-2450 a. C., en un ejemplo de relaciones indo-mesopotámicas. En particular, las cuentas de cornalina con un diseño grabado en blanco fueron probablemente importadas del valle del Indo, y hechas según una técnica desarrollada por los Harappans. Estos materiales se utilizaron en la fabricación de bellos objetos en los talleres de Ur.
La Primera dinastía de Ur I tenía una enorme riqueza, como lo demuestra la suntuosidad de sus tumbas. Esto se debió probablemente al hecho de que Ur actuó como el principal puerto en el comercio con India, lo que la situó en una posición estratégica para importar y comerciar grandes cantidades de oro, cornalina o lapislázuli. En comparación, los entierros de los reyes de Kish fueron mucho menos fastuosos[4]. Los barcos estivales de gran tonelaje podríann haber viajado hasta Meluhha, a través de la región del Indo, para el comercio.

### Desaparición

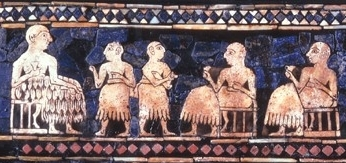
Rey en paz, con asistentes, del Estandarte de Ur.

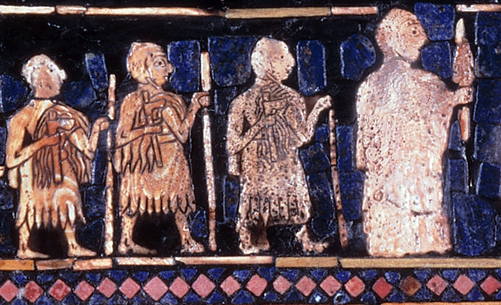
Rey en guerra, con soldados, del Estandarte de Ur.

Según la Lista Real Sumeria, la Primera Dinastía de Ur fue finalmente derrotada, y el poder pasó a manos de la elamita dinastía Awan.
El rey sumerio Eannatum (c. 2500-2400 a. C.) de Lagash, llegó a dominar toda la región y estableció uno de los primeros imperios verificables de la historia.
El poder de Ur sólo reviviría unos siglos más tarde con la Tercera Dinastía de Ur para un breve renacimiento sumerio.

### Lista de gobernantess
| Gobernante                                                     | Epíteto                    | Duración del reinado | Fechas. aproximadas | Menciones                                                                  |
| -------------------------------------------------------------- | -------------------------- | -------------------- | ------------------- | -------------------------------------------------------------------------- |
| Mes-kalam-du                                                   |                            | ?                    | c. siglo XXVI a. C. | Cuentas dinásticas, inscripciones de la tumba en el Cementerio Real de Ur. |
| A-Kalam-du                                                     |                            | ?                    | c. siglo XXVI a. C. | Cuentas dinásticas                                                         |
| Mesh-Ane-pada                                                  |                            | 80 años              | c. siglo XXVI a. C. | Lista Real Sumeria, Inscripción Tummal                                     |
| Mesh-ki-ang-Nanna                                              | "el hijo de Mesh-Ane-pada" | 36 años              |                     | Lista Real Sumeria, Inscripción Tummal                                     |
| Elulu                                                          |                            | 25 años              |                     | Lista Real Sumeria                                                         |
| Balulu                                                         |                            | 36 años              |                     | Lista Real Sumeria                                                         |
| Entonces Urim (Ur) fue derrotado y la realeza recayó en Awan." |                            |                      |                     |                                                                            |

## Artefactos
El Cementerio Real de Ur contenía las tumbas de varios gobernantes de la Primera Dinastía de Ur. Las tumbas son particularmente lujosas, y dan testimonio de la riqueza de la Primera Dinastía de Ur. Una de las tumbas más famosas es la de la reina Puabi.

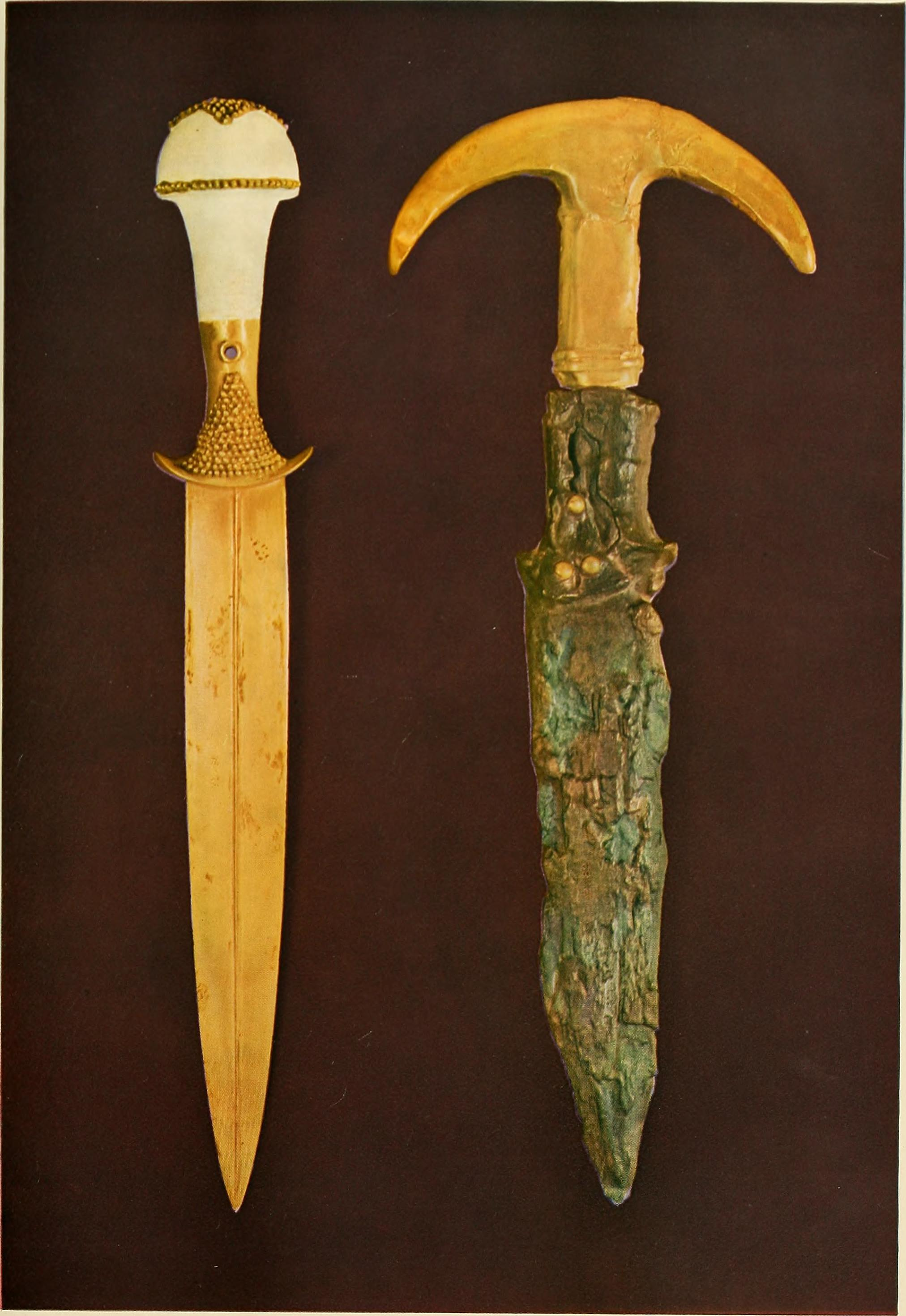
Un puñal de oro y un puñal con mango bañado en oro, excavaciones Ur (1900).
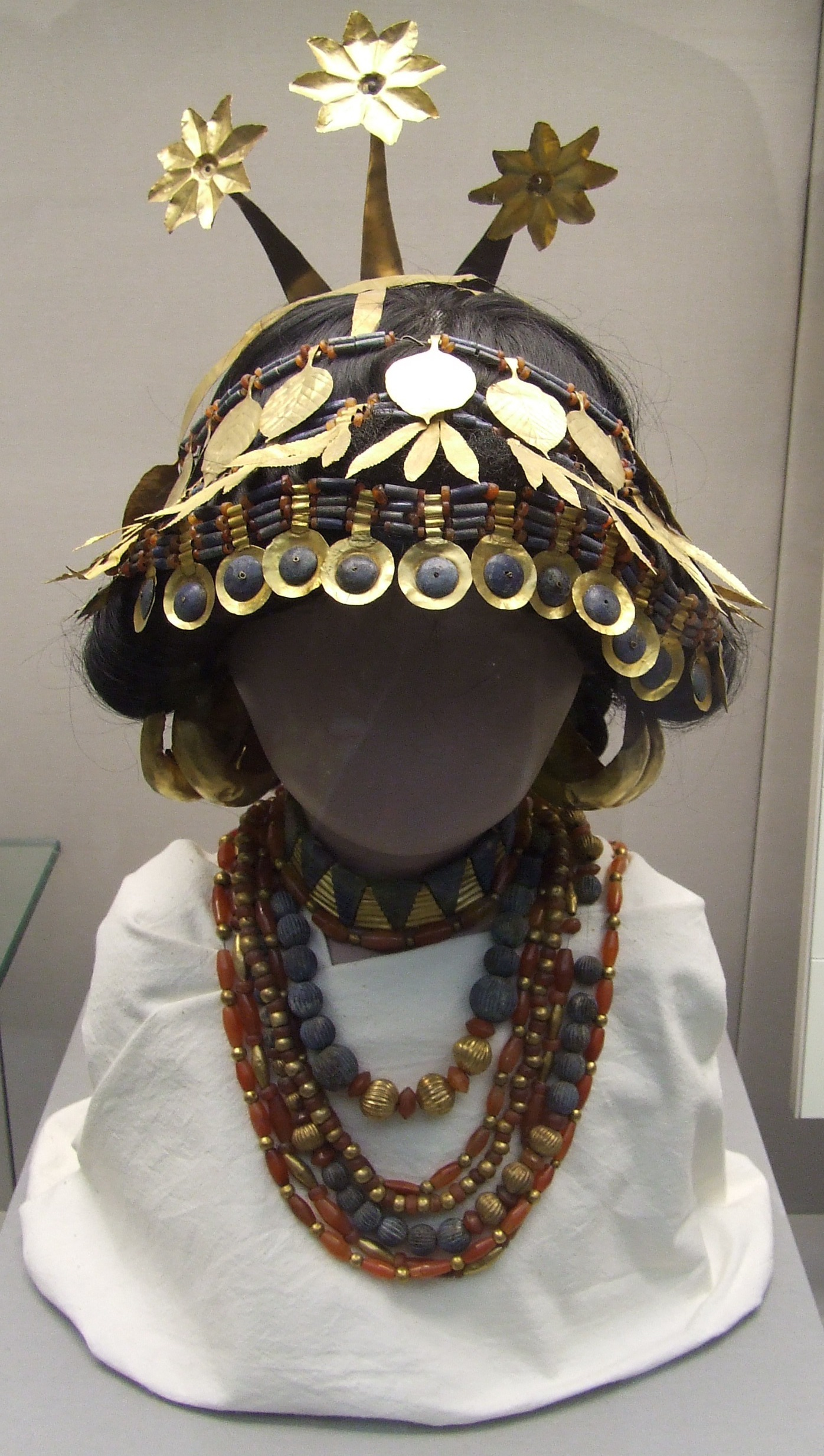
Collares reconstruidos en sombreros sumerios encontrados en la tumba de Puabi, que se hallan en el Museo Británico.
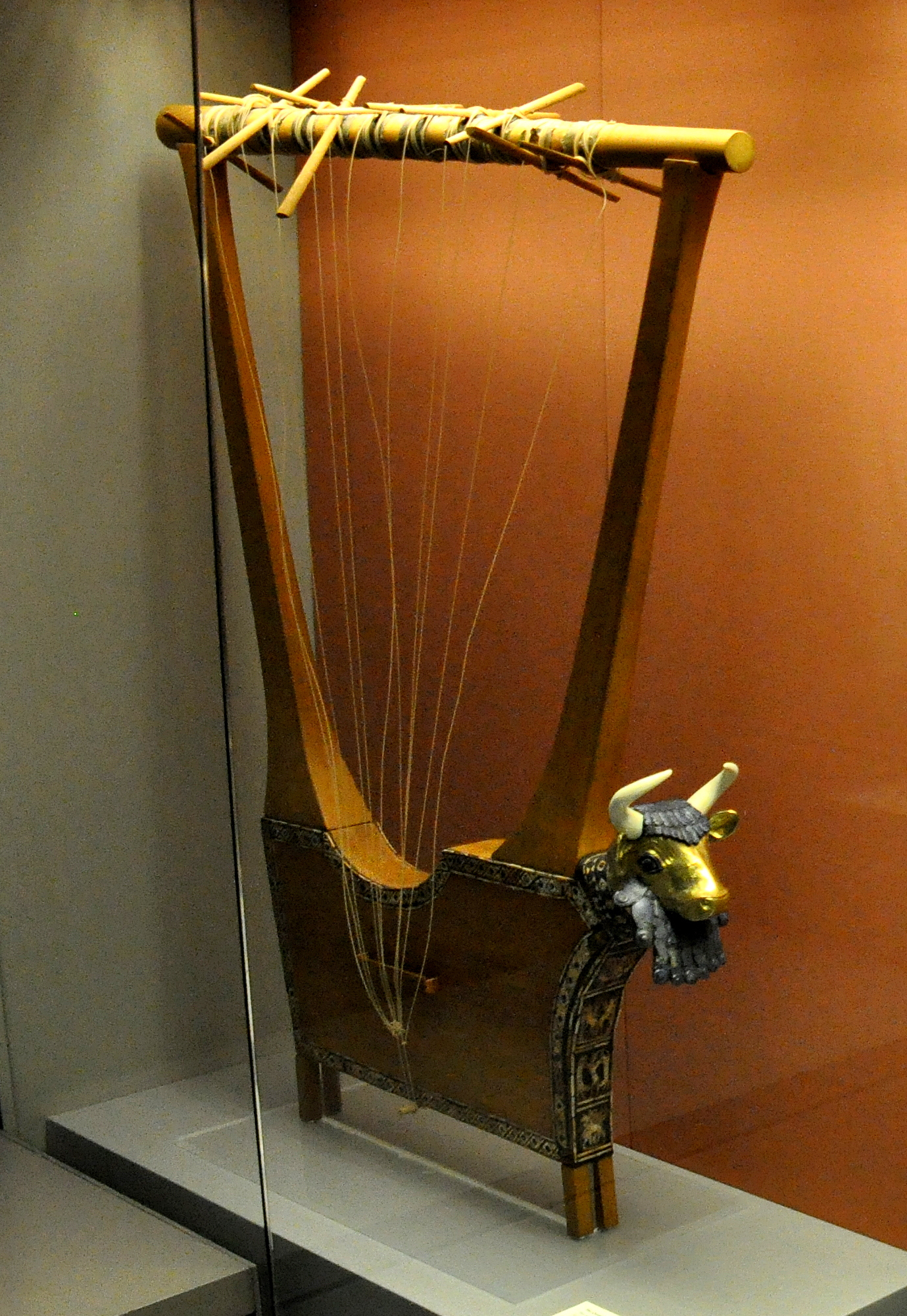
Lira de la Reina, una de las Liras de Ur, Cementerio Real de Ur.
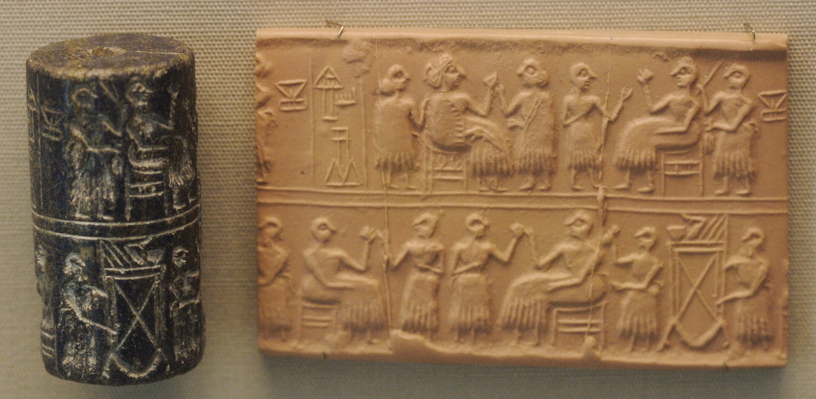
Sello cilíndrico de la reina Puabi, fencontrado en su tumba. Inscripción 𒅤𒀀𒉿 𒊩𒌆Pu-A-Bi-Nin "Reina Puabi".[16][17][18] La última palabra "𒊩𒌆" puede ser pronunciada “señora” Nin, o “reina” Eresh.
El Estandarte de Ur
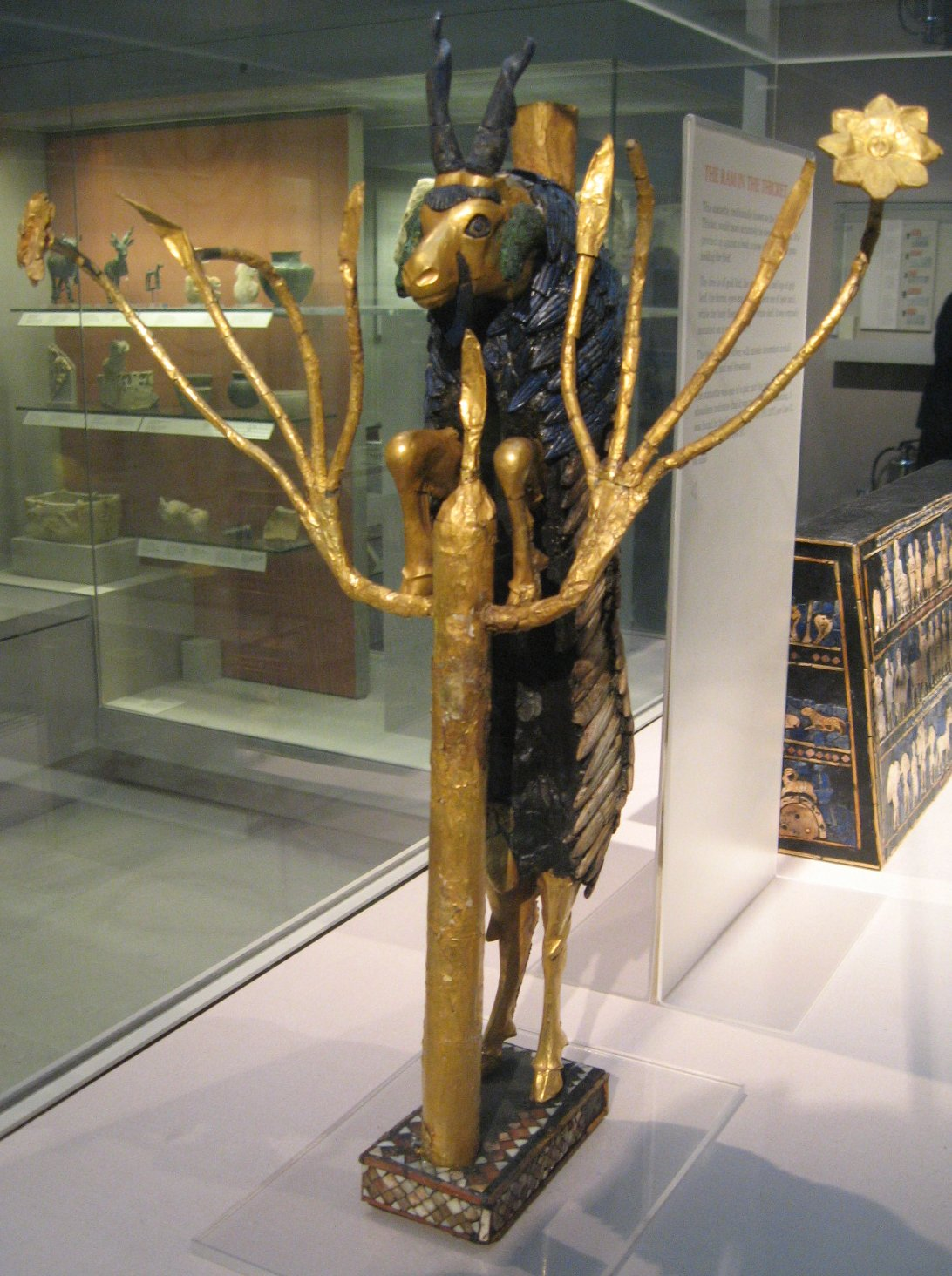
Carnero en un matorral
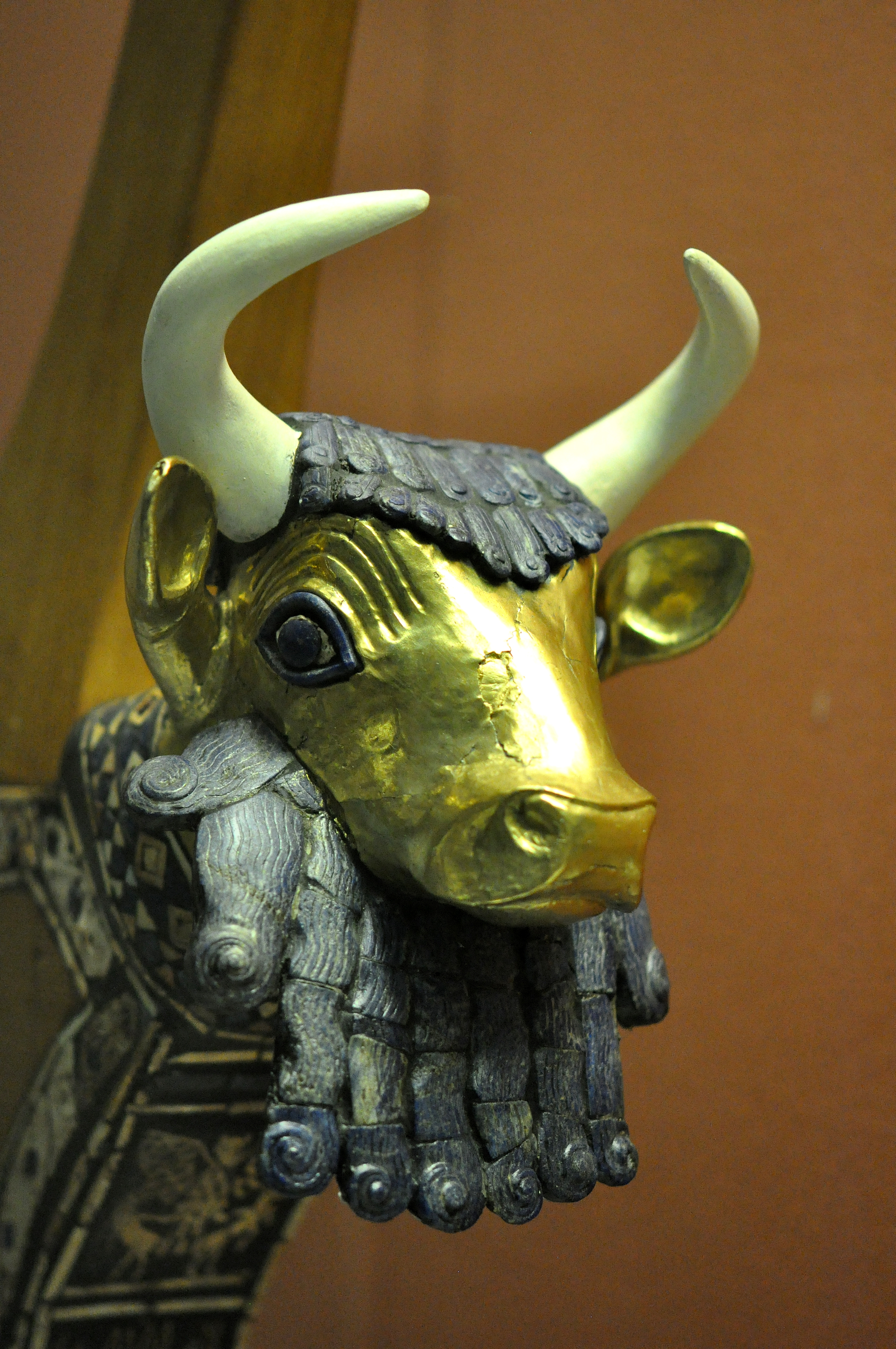
Lira de una Cabeza de Toro procedente de la tumba de larReina Puabi. (Museo Británico).
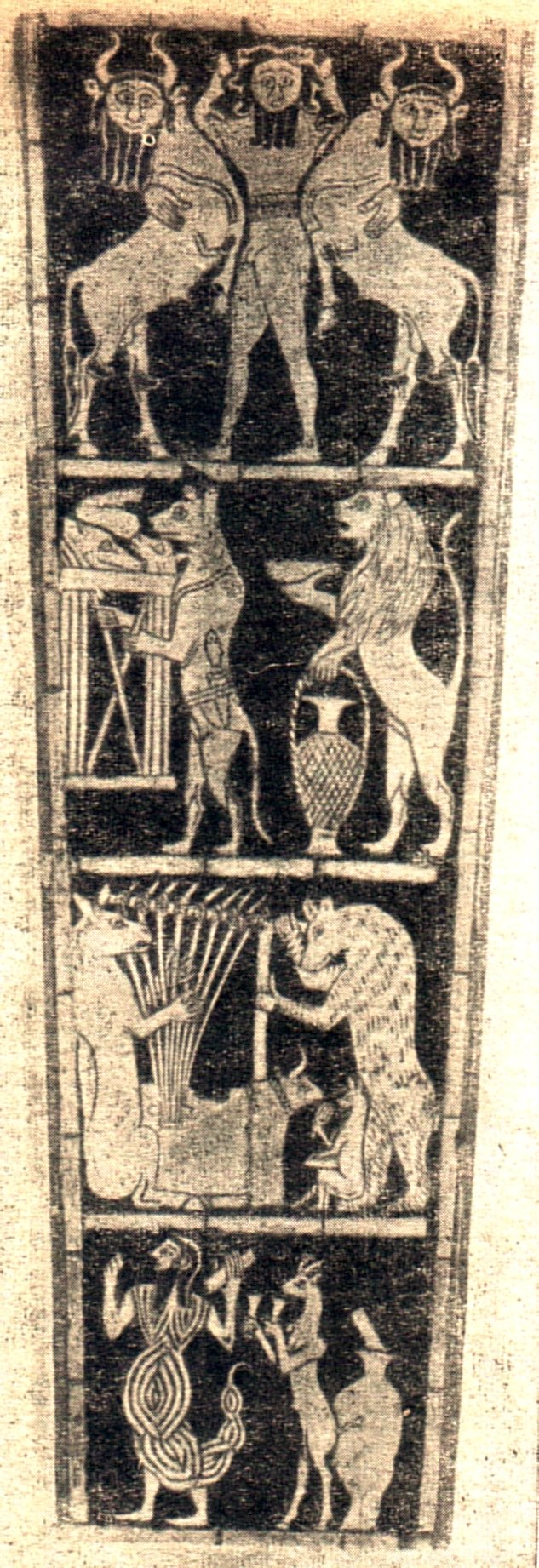
Placa de nácar con animales antropomorfos, circa 2600 a. C.